# Đurđevac
Đurđevac (maďarsky Szentgyörgyvár) je město v severní části chorvatské Slavonie. Administrativně spadá pod Koprivnicko-križeveckou župu. V roce 2011 zde žilo celkem 8 862 obyvatel.
Město se rozkládá v rovinné slavonské krajině na silničním (i železničním) tahu Koprivnica-Virovitica/Našice. Protéká jím říčka Čivićevac.
První zmínka o Đurđevaci pochází z roku 1262. V 15. století se původní vesnice rozvíjela především díky místnímu tržišti. Během válek mezi Habsburskou monarchií a Osmanskou říší bylo město součástí tzv. Vojenské hranice. Od roku 1918 bylo součástí Jugoslávie a od roku 1991 je součástí Chorvatska.